# Stigmatogobius sadanundio

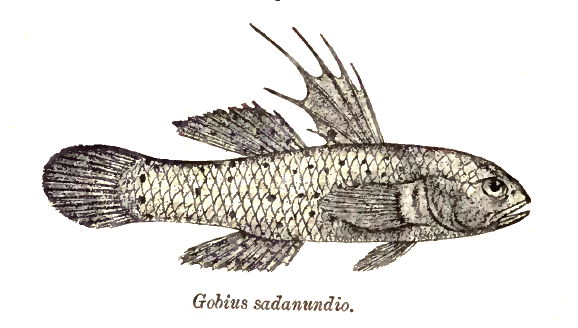
Hình ảnh của loài cá Stigmatogobius sadanundio

Stigmatogobius sadanundio là một loài cá bống có nguồn gốc ở các nước Nam Á cụ thể là Ấn Độ và trải dài đến Indonesia, bao gồm Sri Lanka và quần đảo Andaman. Nó có thể được tìm thấy ở hầu hết các vùng nước ngọt (thỉnh thoảng ở vùng nước lợ) ở cửa sông và các khu vực bị thủy triều ảnh ở các con sông. Nó cũng có thể được mua bán để làm cá cảnh.

## Mô tả
Hai vây lưng của cá có màu xám xanh. Cái đầu tiên bị chia ra làm sáu tia và thường là có một vết màu đen. Cái thứ hai thì dài bằng vây hậu môn. Cả hai vậy đều có đốm đen. Chúng có thể đạt kích thước là 9 cm(3,5in) khi trưởng thành.

## Trong bể cá
Chúng nên được nuôi đơn lẻ với các loài cá có kích thước như nó. Bởi vì chúng là loài cá hung dữ khi bảo vệ lãnh thổ nếu gặp một cá thể cùng loài. Nó ưa thích ánh sáng yếu, nếu ánh sáng mạnh hơn nó sẽ trở nên nhút nhát. Bể cần có nhiều đá khi nuôi loài cá này vì chúng cần chỗ ẩn nấp.
Vây của con cái ngắn hơn con đực và nó có màu vàng nhạt.
Chúng thích ăn thức ăn còn sống nhưng cũng có thể ăn thức ăn chế biến sẵn qua những công thức khác.
Cá có thể chịu được nhiệt độ nước từ 20-26 °C (68-79 °F) nhưng ta có thể làm cho nó khá hơn khi cho 1-2 muỗng cà phê muối mỗi 11 lít nước(2,6 gallon). Để nhân giống, cần nâng nhiệt độ nước lên khoảng 24–28 °C (75-82 °F) và bổ sung muối để kích thích sinh sản. Ngoài ra, chất nền ở đáy phải là cát. Một cặp có thể tạo ra 1000 trứng và được gắn vào trần hang. Cả hai bố mẹ đều nuôi con non, chúng có thể được nuôi dễ dàng bằng tôm non mới nở.